# Luigi Agnolin
Luigi Agnolin (21 de març de 1943 - 29 de setembre de 2018) va ser un àrbitre de futbol italià. Va ser conegut principalment per supervisar quatre partits de la Copa del Món de la FIFA, tres el 1986  i un el 1990.  També va arbitrar la final de la Copa d'Europa de 1988 entre el PSV Eindhoven i l'SL Benfica.
A més dels seus dos tornejos de la Copa del Món, Agnolin també va ser àrbitre en les eliminatòries de les Copes del Món de 1982,  1986,  i 1990.  Va arbitrar la classificació per a l'Eurocopa de 1984. Agnolin va treballar com a àrbitre de la FIFA durant el període comprès entre el 1980  i el 1990.
Agnolin també va ser àrbitre de futbol sala, i va oficiar el Campionat del Món de Futbol Sala de la FIFA de 1989 als Països Baixos.
El 2012, va ser inclòs al Saló de la fama del futbol italià.